# Bischhausen (Witzenhausen)
Bischhausen war bis zum 30. Oktober 1928 eine eigenständige Gemeinde und ist seitdem in die Kernstadt Witzenhausen im hessischen Werra-Meißner-Kreis eingegliedert.

## Geographie

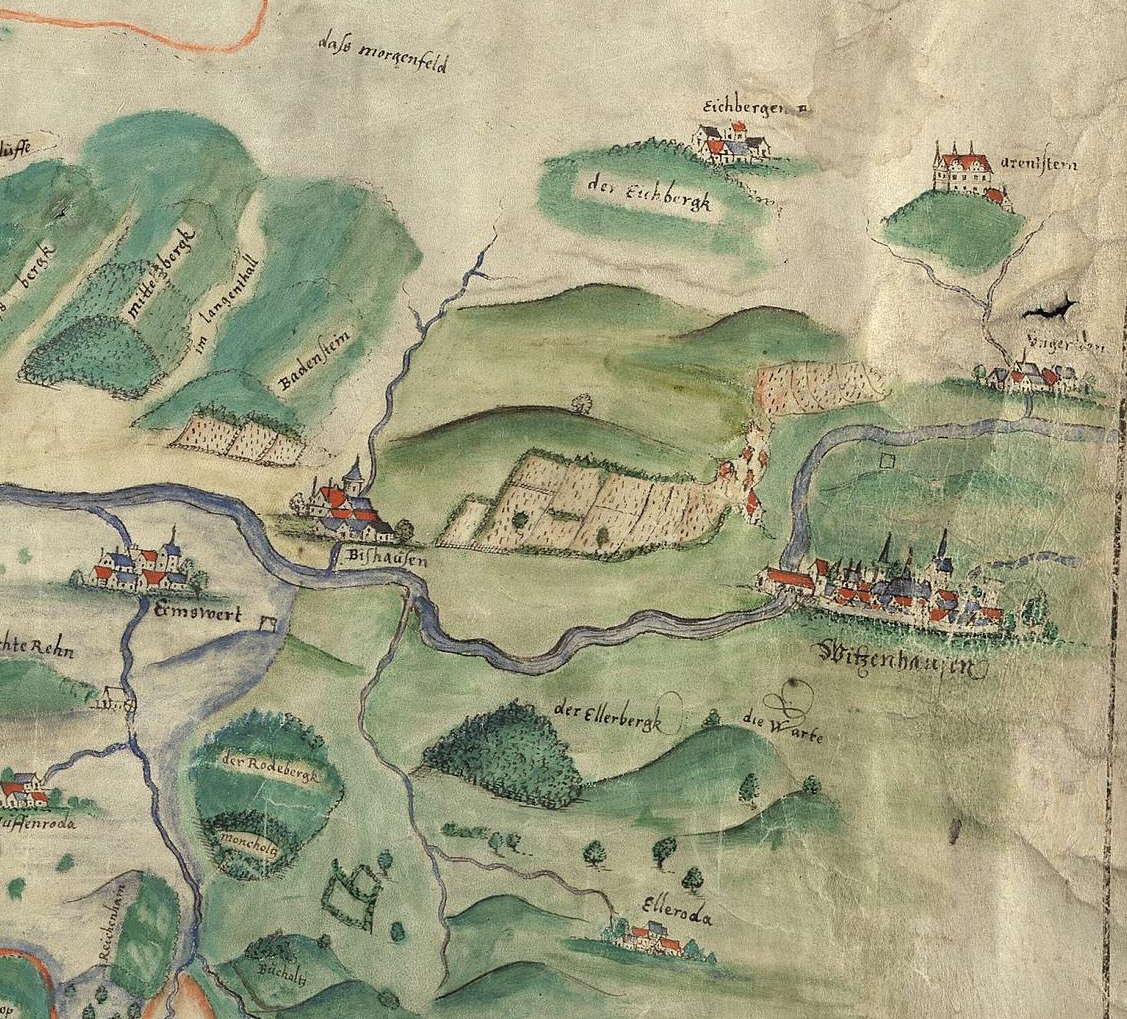
Bischhausen auf einer historischen Karte aus dem 16. Jahrhundert

Die kleine Ort Bischhausen liegt ca. 1,5 km nordwestlich von der Stadtmitte am rechten Ufer der Werra, einem der Hauptquellflüsse der Weser. Nördlich der Werra liegen die Erhebungen des Sandwaldes mit dem Badenstein (356 m) im Nordwesten und dem Rabensberg (227 m) im Osten. Der Wolfsbach fließt durch den Ort, bevor er in die dortige Werra mündet und die Bundesstraße 80 und die Bahnstrecke Halle–Hann. Münden führen unmittelbar am Ort vorbei.

## Geschichte
Im Jahr 800 wurde die villa que dicitur Biscofeshusun erstmals in einer Urkunde der Reichsabtei Hersfeld erwähnt. 1093 ist die Siedlung erneut als villa, 1308 als castrum, 1370 als hus, 1393 als sloß belegt. Für 1144 ist eine ecclesia (Kirche) nachweisbar, für 1268 ein plebanus (Leutpriester) und für 1337 ein cimiterium (Friedhof). Die Kirche war dem heiligen Martin geweiht, wie für 1469 belegt ist, und musste 1769 einer neuen evangelischen Kirche weichen. Seit 1928 wird Bischhausen zur Kernstadt von Witzenhausen gerechnet.

## Sehenswertes
Anstelle einer baufälligen älteren Kirche wurde 1769 die evangelische Kirche erbaut. Sie ist ein längsrechteckiger Saalbau mit eingestelltem Westturm und achteckiger Laterne, im Inneren mit einer Voutendecke und einer L-förmigen Empore. Diese sowie Altar, Kanzel, Pfarrstand und Chor-Gestühl stammen aus der Bauzeit. Ein älterer, am Becken auf 1619 datierter Taufstein stammt ebenso aus dem Vorgängerbau wie das Epitaph eines 1742 gestorbenen Kindes. Die Orgel der Kirche wurde im Jahr 1866 erschaffen.
Oberhalb des Ortes befindet sich die Burg, bzw. das Gut Bischhausen, dessen um das ältere Herrenhaus dreiseitig angeordnete Wirtschaftsgebäude im Kern aus dem 17. Jahrhundert stammen.